# 730 (交通)

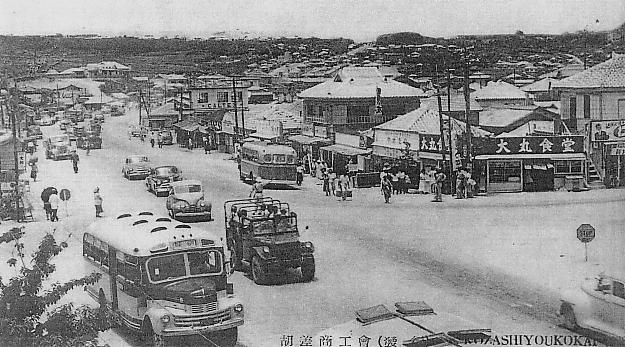
復帰前の右側通行時代のコザ十字路

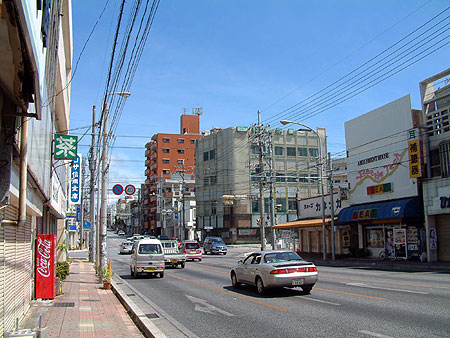
現在の左側通行のコザ十字路。

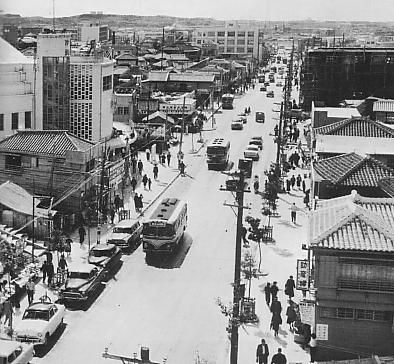
復帰前の右側通行時代の国際通り

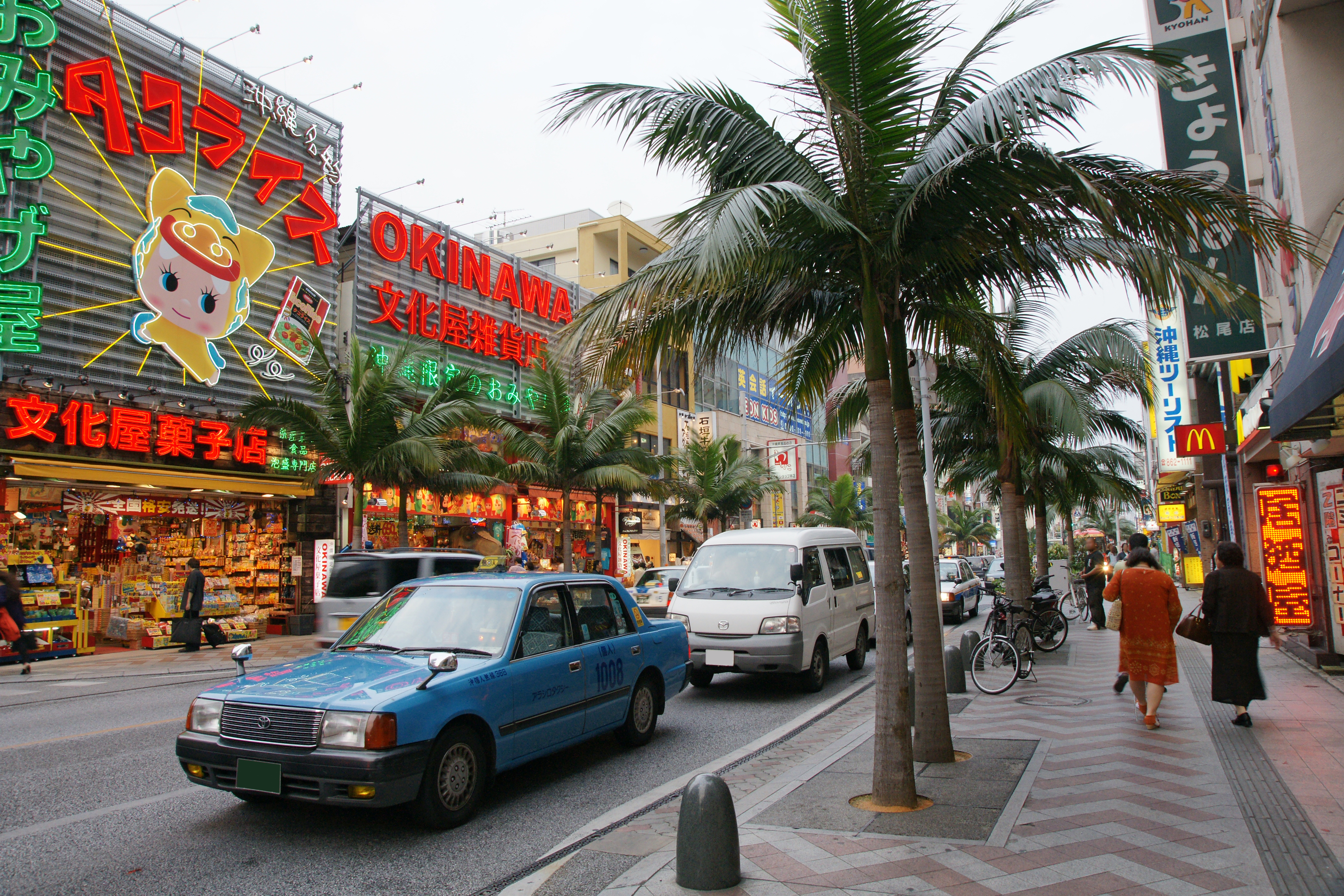
現在の左側通行の国際通り。

730（ナナ・サン・マル、ナナサンマル）とは、沖縄県が日本に復帰してから6年後の1978年（昭和53年）7月30日に、自動車の対面交通が右側通行から左側通行に変更されることを事前に周知するため実施されたキャンペーン名称であり、実施後はその変更施行自体を指す通称となった。
「730」の名称は、変更施行月日である7月30日に由来する。

## 実施の経緯
戦前の沖縄県は、日本国内の他の地域と同じく自動車は左側通行であったが、沖縄戦終了後に沖縄を占領下に置いたアメリカ海軍政府が1945年11月に出した指令により右側通行に変更され、1947年5月には沖縄民政府により右側通行を定める「自動車交通取締規則」が発布された。
この日本本土とは逆の「自動車は右側通行」という状況は、1972年の本土復帰後も「沖縄の復帰に伴う特別措置に関する法律（沖縄復帰特別措置法、特措法）」による規定の下で続いたが、右側通行は暫定的なものとされ、道路交通に関する条約（ジュネーブ道路交通条約）による一国一交通制度を遵守する立場から、1975年以降に左側通行への切替を実施することが、特措法の規定に基づいて策定された。
当初、国は復帰4年後の1976年に変更作業を実施することを検討していたが、沖縄国際海洋博覧会の開催が優先されたことから延期され、1975年6月24日の閣議により、1978年7月30日をもって県内全域で左側通行に戻すことが決定され、1977年9月20日、「沖縄の復帰に伴う特別措置に関する法律第五十八条第一項の政令で定める日を定める政令」の公布により法定化された。これは、沖縄県の日本復帰を象徴的に示す戦後の一大プロジェクトであった。

## 変更作業
変更実施前から準備段階として、幹線道路ではあらかじめ左側通行用の標識や信号を設置した上で、それらをカバーで覆い隠しておき、変更作業時にその覆いを外して右側通行用の標識にかぶせ直す方法が用いられた。また、車線のレーンや右左折表示などの道路標示も、左側通行用の標示をあらかじめ描いた上で黒のカバーテープで覆い、変更作業時にバーナーによってテープを除去するという方法が取られた。これらの覆いやカバーテープを用いた方法は世界初であり、「カバーアンドテープ方式」や発案者である久高弘（くだか ひろし）の名を取って「久高方式」と呼ばれ、短時間で効率よく作業を行うことを可能にした。その他、ガードレールを左側通行にあわせて重ね直したり、交差点の改良、交通の改善を兼ねて道路の拡幅を行った区間もあった。
1978年7月27日には、接近した台風8号に伴い、信号機や大型標識のカバーが先行して撤去された。
7月29日22時より、沖縄県全域で緊急自動車を除く自動車の通行が禁止され、沖縄県警察本部から県内の警察署への無線連絡により、一斉に変更作業が開始された。変更作業は翌30日6時までの8時間で行われた。変更作業に際しては約800人の作業員と約300台の車両が動員され、約19億円が投資された。その間、新標識から旧標識へ目隠しの移動、新白線を隠していたテープの除去などが行われた。30日4時18分、沖縄県の管理する全ての道路で切り替え工事が終了。5時50分、一旦解除されていた自動車の通行規制が再度行われ、すべての車が停車した後、右車線から左車線に移動。6時に再びサイレンが鳴り、多くの県民が見守る中で、止まっていた車が左車線を走行し始めた。
変更日以降、カバーをかぶせた旧標識の撤去、左側通行に適した反射材の設置、土嚢などで仮設された交通島の恒久化などが行われ、変更作業の総仕上げを行った。
なお、沖縄の路面電車は1933年に既に廃止されていたため、軌道の切り替えはなかった。

## 変更日後
作業に伴う交通整理などは沖縄県警だけでは対処しきれないことから、警視庁をはじめ全国の警察官約3,000人が応援に駆けつけ、沖縄県警の警察官約1,400人とあわせて、8月下旬まで交通整理にあたった。
路線バスにおいては、バス事業者から沖縄県警に対して事前の実地訓練の申し出があったが、当初は「事前の訓練は運転士の感覚を混乱させることから事故を誘発する」という理由で認められず、変更作業実施目前の7月20日に空き地を利用しての実地訓練が許可された。実地訓練は7月28日まで行われたが、9日間という短期間では訓練不足であり、変更直後は路線バスによる事故が多発し、沖縄本島南部の玉城村では路線バスが原野に転落する事故も発生した。
また、変更後は左側通行を体験しようとした自家用車が一斉に走り出したが、多くのドライバーが左側通行に不慣れであったことから、国際通りなどの主要通りでは渋滞が発生し、都心部の交通は混乱した。朝に営業所を出たバスが、あまりの渋滞により夜になってようやく戻ってきたというケースもあり、当時の新聞には「市内バス3時間で一回り」「超低速バス、やっと来たら超満員」などという見出しが連日登場していた。
そのほかにも交通指導員がはねられたり、自動車同士の接触事故も発生したが、落命を伴う大事故は発生しなかった。

## 各々の対応

### メディアによる広報・記録
CM・ポスター
沖縄県は県民への周知のため、各メディアを動員しての「730キャンペーン」を展開した。このうちテレビCMでは、当時沖縄県出身者初のWBAジュニアフライ級（現在のライトフライ級相当）世界王者になって2年弱のプロボクサーだった石垣市出身の具志堅用高が出演し、ファイティングポーズからパンチを繰り出しながら「人は右、車は左」と宣伝する内容であった。ポスターでは、当時モデルとして活動していた五十嵐元子が起用された。
クイズ番組
7月3日から28日までの月曜日 - 金曜日に『クイズ730』という視聴者参加型クイズ番組が沖縄テレビによって放送された。
映画
交通方式変更の解説のほか、変更施行前の街の様子や変更施行に向けての切替作業、施行の瞬間などをダイジェストにて記録した短編映画『沖縄730 道の記録』が、沖縄県土木部（製作当時）の企画の下、シネマ沖縄の手により製作されている（1978年製作、カラー・30分12秒）。本作品ではまた、当時沖縄県が展開していた前記「730キャンペーン」の一端も紹介されている。現在は科学映像館WebサイトならびにYouTube上において無料公開されている。

### 自動車学校
6月3日から18日にかけて、教習指導員ならびに技能検定員は沖縄県警察運転免許課の指導に従って講習を受けた。6月30日までに左側通行用の安全施設（道路標識、信号など）を新設、ならびに右ハンドル教習車を導入し、7月1日から沖縄県内の自動車学校で左側通行の教習を始めた。ただし、それ以前に入学してきた在校生のために時間を区切って右側通行での教習も並行して行われた。

### 自家用車

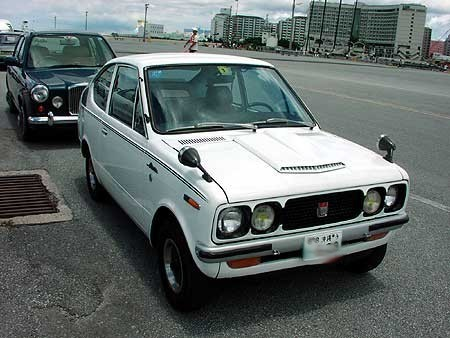
三菱・ミニカスキッパーの沖縄仕様車。左ハンドル仕様である。

復帰前までの沖縄では、左ハンドルの「沖縄仕様車」が販売されていた。右ハンドル車が主流となるのは730前後である（本土復帰後より、一部車種においては左ハンドルと右ハンドルのどちらかを選択可能となっていた）。また、全国各地（主に関東、関西地方）からの中古車が購入されるようになったのもこの時期からである。ただし、1975年（昭和50年）から1976年（昭和51年）に施行された排出ガス規制に伴って車両のエンジンや仕様の変更が頻繁に行われたこと、軽自動車については1976年（昭和51年）1月からの規格改訂（360 ccから550 ccへ）を契機に、各自動車メーカーの沖縄仕様車は設定が抹消されていった。なお、一部の沖縄仕様車には本土向けには設定のない排気量のエンジンが積まれた車種も存在する（L24型エンジンを搭載した日産・スカイライン、セドリック、L26型エンジンを搭載したダットサン260Zなど）。
ヘッドライトの照射範囲は通行方式によって変える必要があり、事前に左側通行用に変更しておくことが推奨された。変更対象車は約25万台に及び、街頭ではライト変更の呼びかけが行われた。変更後も、730実施日までは眩しさを防ぐためマスキングテープが貼られるなどの対策が取られた。

### バス
路線バスは乗降口を車両の右側から左側に変更しなければならなかったが、当時の最大の問題となったのが右ハンドル・左側出入口車の導入資金であった。当時、モータリゼーションの進展と道路整備の遅れによって、すでに沖縄本島南部を中心に慢性的な交通渋滞が発生しており、運行能率の低下や利用者の減少から沖縄県内のバス事業者は各社とも多額の赤字を計上しており、自力での右ハンドル車への切り替えは財政上困難な状況であった。そのため、琉球バス株式会社（現在の株式会社琉球バス交通）社長、沖縄県バス協会会長、那覇バスターミナル株式会社社長であった長濱弘を中心に、各バス会社社長による沖縄県知事と政府への陳情が行われ、1977年度および1978年度の両年度合わせて国庫補助金92億6200万円、財政投融資63億円が認められた。右ハンドル車の導入方針としては、新車または中古車による代替のほか、左ハンドル車の改修（運転席および出入口の左右移設）によって対応することとなり、新車代替については1台あたり60 %の国庫補助、車両の改修については全額が国庫補助となった。
730実施前の沖縄県内全域での全バス事業者の左ハンドル車（通称729車）保有台数は1,295台であったが、730の実施に伴って右ハンドル車1,019台が新車により導入され、3台の中古車を導入、また167台の左ハンドル車が右ハンドル車に改修された。このうち沖縄本島に限れば1,207台の左ハンドル車が存在していたが、730実施に伴い右ハンドル車944台を新車にて導入し、164台を右ハンドル車に改修することで対応した。なお、730実施前まで使用された左ハンドル車は「729車」、実施後に運行が開始された右ハンドル車は「730車」と呼ばれる。
730車導入にあたっては、導入台数が多いため各社で導入するメーカーが決められ、琉球バスが日産ディーゼル（現・UDトラックス）車および日野車、那覇交通株式会社（現在の那覇バス株式会社）がいすゞ車、東陽バス株式会社が日野車、そして傘下に沖縄ふそう自動車を持つ沖縄バス株式会社が三菱ふそう車を導入することで対応した。また、左ハンドル車から右ハンドル車への改修は沖縄国際海洋博覧会の際に導入された新車の左ハンドル車を中心に改修されたが、この改修は新車の製造以上に困難であった。合資会社丸長車体は琉球バスと那覇交通の左ハンドル車122台を改修したが、全車の改修は1978年4月末から10月末まで要した。また、改修されなかった729車の多くは中国などに輸出された。
730車は事前に旧米軍基地のキャンプ・ブーン跡地に集結させ、729車は7月29日の運行終了と同時に運賃、両替金などを抜き取り、キャンプ・ブーン跡地に車両を保管。代わって、730車をパトカーの先導で各事業所に回送させ、車庫では路線別、ダイヤ別に車両が並べられ、両替金の積み込みなどが行われた。
730車は、那覇交通から事業を引き継いだ那覇バスでは2005年1月までに全車が廃車、琉球バスから事業を引き継いだ琉球バス交通では2007年5月までに全車が廃車。沖縄バスでは2003年3月までに1台を残し全車が廃車されたが、最後まで残った1台（三菱ふそう・MP117K）は2004年に特別整備が実施されて動態保存が決定し、毎週日曜日に定期運行が行われている。東陽バスでは最も多くの730車が残っていたが、2008年までに1台（日野・RE101）を残して全車が廃車され、2009年に沖縄バス同様特別整備が実施され動態保存が決定し、毎週日曜日に定期運行が行われている。

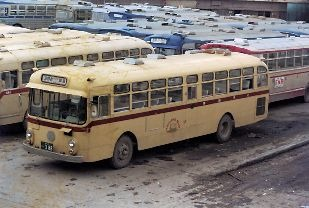
沖縄バスの729車（三菱車）。右側通行用である。
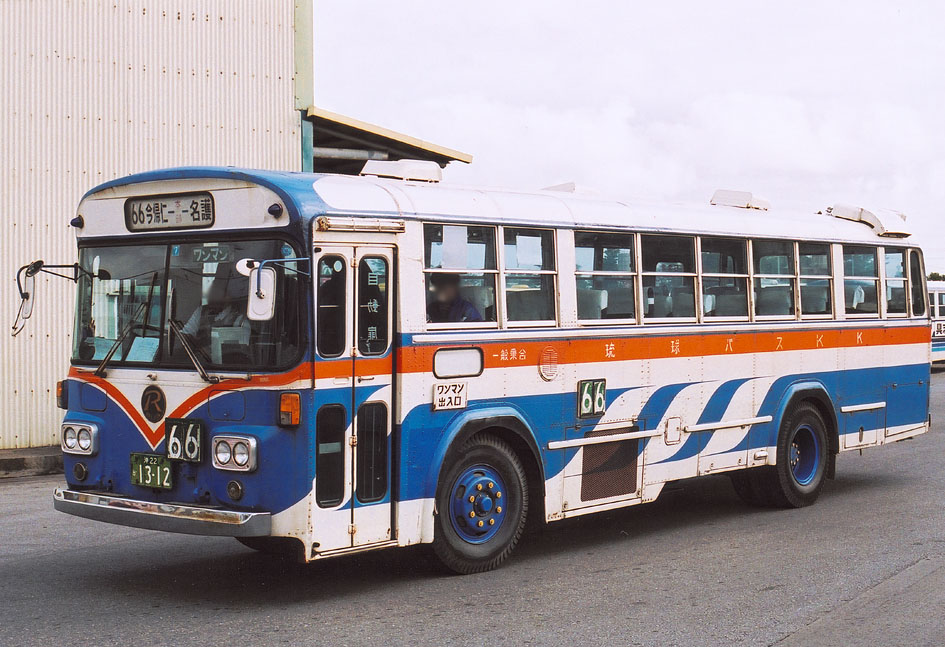
琉球バスの730車（日産ディーゼル車）。
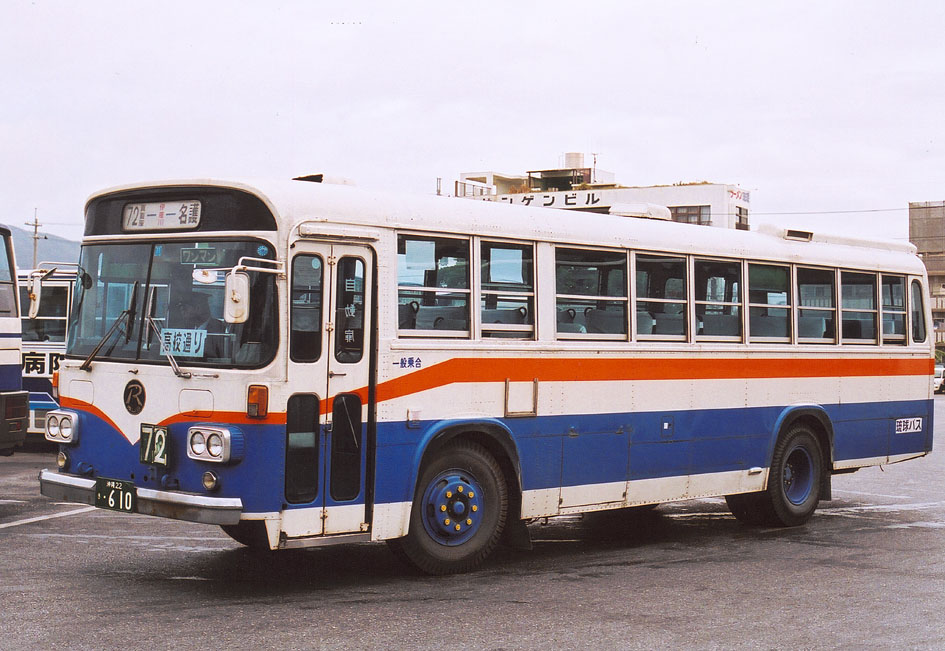
琉球バスの730車（日野車）。日野車は2005年2月までに全車が廃車された[71]。
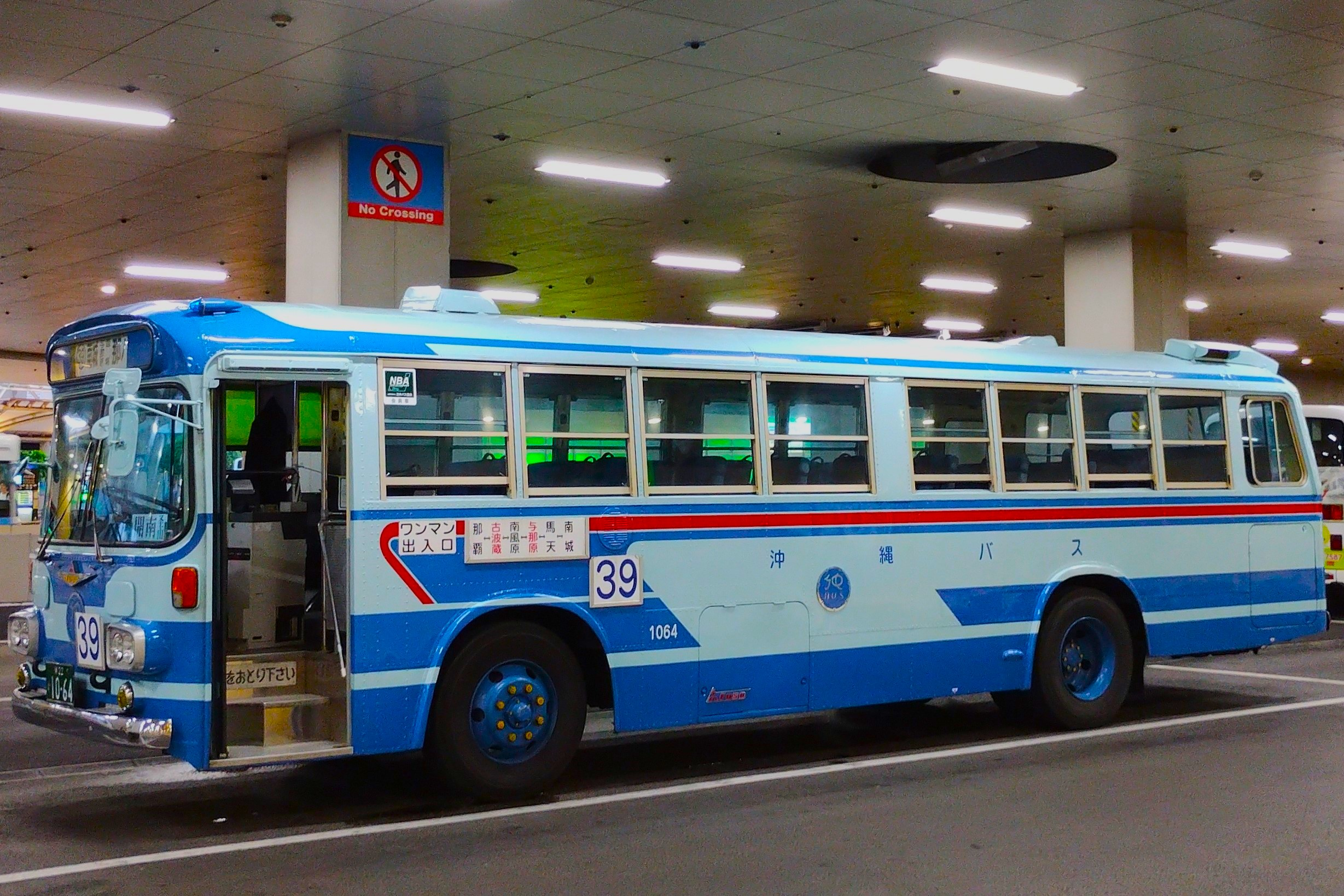
沖縄バスの730車（三菱車）。1990年代に塗装変更がなされたが[72]、写真の保存車は2016年に塗装復刻が行われ新車時の塗色に復刻された。
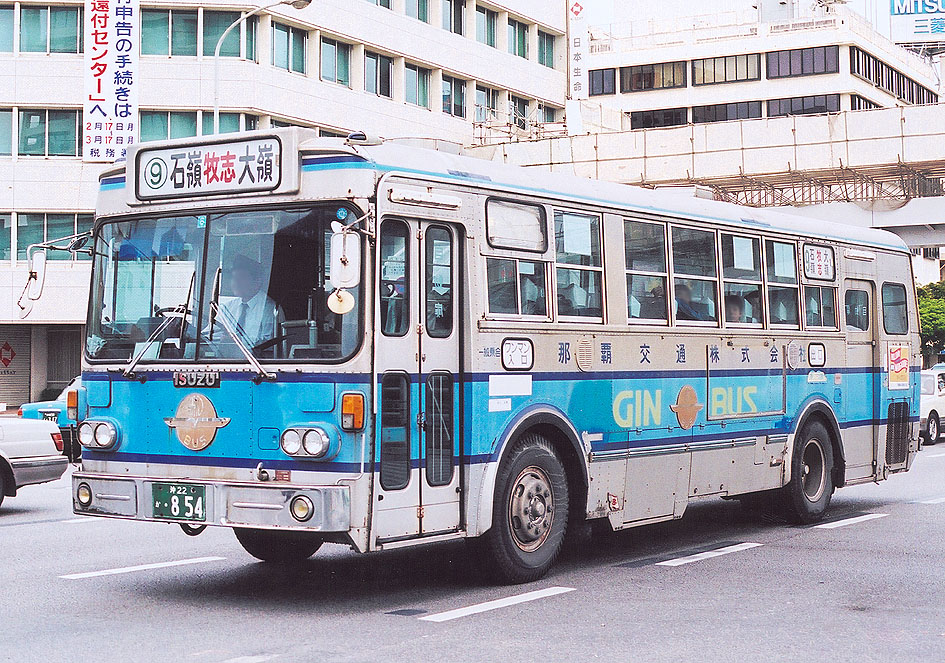
那覇交通の730車（いすゞ車）。
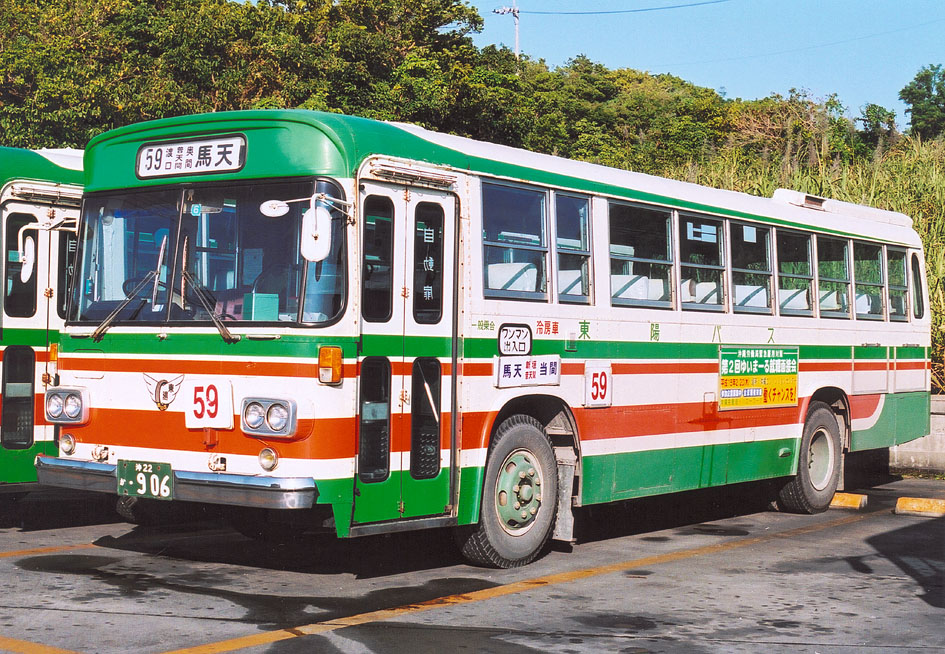
東陽バスの730車（日野車）。写真の906号車が改修の上2023年現在も保存されている。一部は方向幕が大型化された[73]。

## 政府の閣議決定と沖縄県内の反発
この事業は、国の計画では当初は1976年に実施する予定であったが、オイルショックなどによって状況が変わり、さらに沖縄国際海洋博覧会の開催延期などで1978年実施へと変更されたものである。
この変更は、県民全員の生活と生命に直結するものであるだけに、県民の関心は非常に高かった。しかし、政府からは具体的な日時は発表されたものの実施要項が示されなかった。このことに県民の不満が高まり、それに押されるように1977年9月8日、沖縄県議会は臨時議会を開き、「沖縄県の交通方向変更に関する意見書」を採択した。これは政府に対して早急な実施要項の公表を求めるものであった。県もこれに歩調を合わせ、国に対する要請を行った。
しかしながら国はこのような地元の強い要求を無視するように、1977年9月16日、政府は交通政令を閣議決定し、1978年7月30日をもって沖縄県の交通方法を本土と共通のものに変更することを正式に決めた。県民はこれを国による「見切り発車」とみなし、不満と不安の声は高まった。
交通方法変更に伴う道路の改良工事や道路標識の設置など、ハード面や交通安全教育などのソフト面の事業が平行して開始された。それらはいずれも大変な難事業だった。政府が県や地元自治体、県警、教育庁関係者らに対してようやく交通変更対策要綱を示したのは1978年3月7日のことだった。これを受けて県交通方法変更対策会議が開かれたが、そこでは市町村道の角切りや無認可保育所の通園バスへの補償など、様々な問題点が取り上げられて不満が続出した。県議会でもこのような問題で大いにもめ、国に対して特別事業の実施明記、諸問題を受け付ける窓口設置、自治体負担費用の国庫負担、交通方法変更に伴うつぶれ地の100 %補償などを政府に対して要請することとなった。政府からは「地元要求については前向きに検討」とのコメントを得た。
しかし、3月17日に閣議決定された交通方法変更対策要綱では、特別事業に対しては「要請を踏まえ検討」とあったほかは具体的に提起された問題点のほとんどが積み残されたままとなっており、県民を満足させるものではなかった。
実際の切り替えは上記のように様々な問題はあったものの、特に大きな事故はなく、ひとまずは無事に終了した。だが車の流れが変わり、バス停の位置が変わったことで影響を受け、営業に支障をきたした店や企業も多く出た。また、この交通変更に対する県内の総投資額は約400億円だが、建設業や自動車業界などに「730特需」があった以外は、県の経済体質の弱さもあって、その大半は本土に逆流した。

## 記念碑
- 那覇市

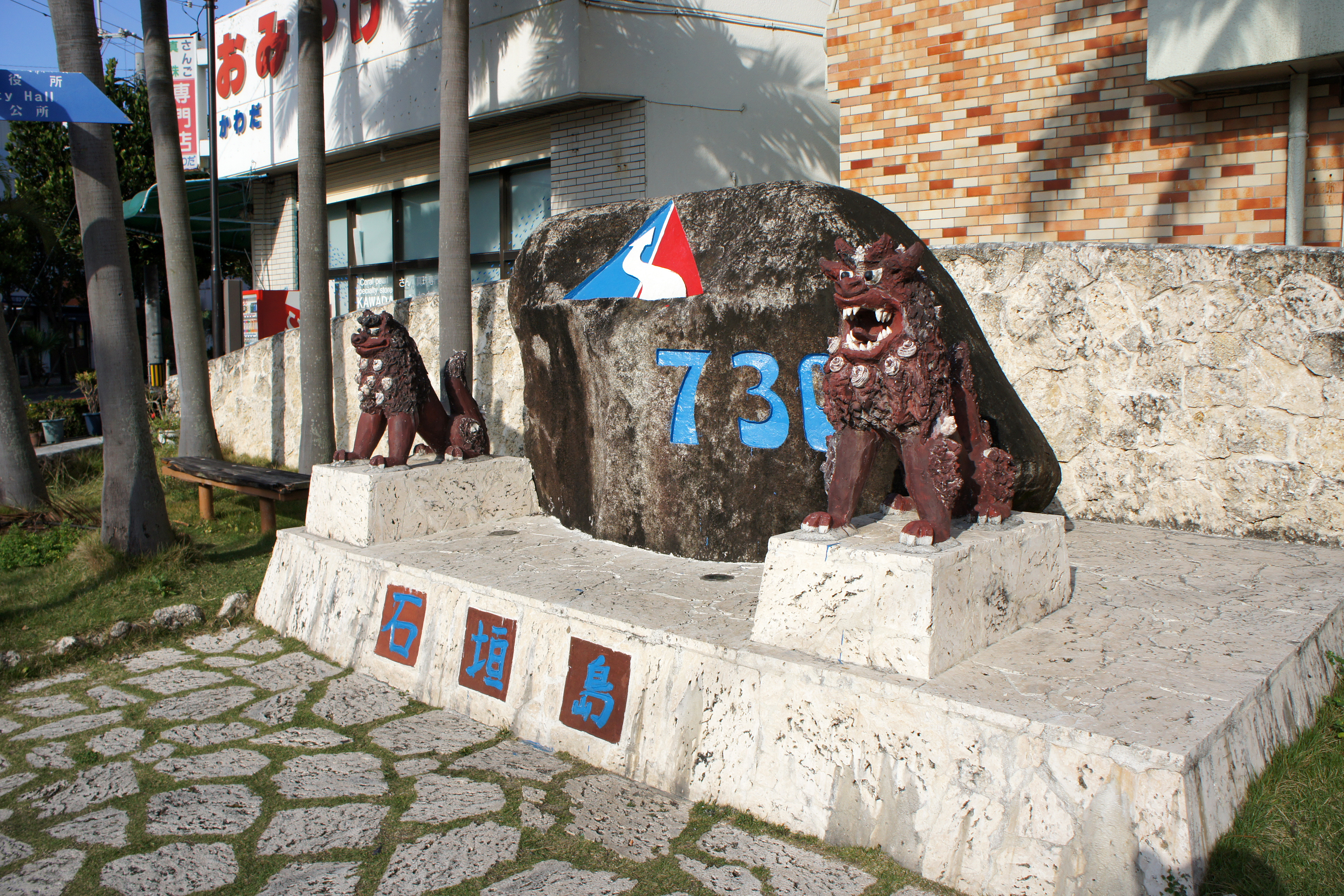
石垣市にある記念碑。1 mほどの高さの石に、沖縄県の交通の変更が記念デザインされている。

  - 沖縄県庁構内に「730記念碑」が設置されている[75]。
- 石垣市
  - 730にちなんで命名された「730交差点」があり、当地に記念碑もある[76]。2008年7月30日に、730から30周年になることを記念して、この記念碑周辺に「730シィーシィーパーク」として公園が整備された[77]。
- 宮古島市
  - 宮古島市の宮古島市熱帯植物園前には「730記念塔」がある[78]。

## エピソード
- 730の施行によりバス停の位置も逆になることとなったが、切り替え当初は従来のバス停から乗車して反対の方向へ連れて行かれた乗客や、運転席側の右側の窓を叩いて乗車を求める乗客が多くいた[28][29][79]。
- 730施行から30年後の2008年7月4日から8月13日にかけて、那覇市歴史博物館において『交通方法変更30年記念展“730狂想曲”』が開催された。会場では施行前夜から当日、その後にかけての光景を写真パネルを使って紹介するとともに、当時の新聞や新聞スクラップ、実際に使用された標識・看板類、ポスター、パンフレットなど約200点が展示された[31][32]。
- 2008年7月、当時の県警現場責任者だった久高弘が、730の体験や苦労をまとめた回顧録「道ふりかえれば - 沖縄730三十周年を記念して」という本を自費出版した。久高は出版の動機を「後世のためになれば」と答えている[13][12]。
- 2018年7月29日（翌日で730施行から40年）、うるま市の沖縄県道10号伊計平良川線（海中道路）で、右側通行によるオールドカーパレード「730大作戦」が行われた[80]。